# Castillo Pittamiglio
El Castillo Pittamiglio es un edificio ubicado en la ciudad de Montevideo (Uruguay), más precisamente la calle Francisco Vidal, entre 21 de Setiembre y la Rambla de Montevideo, en la punta Trouville del barrio de Punta Carretas. La fachada que da hacia la rambla exhibe una réplica de la Victoria de Samotracia, representando «la victoria de la vida», realizada por el escultor ítalo-uruguayo Pedro Piccioli, que hace al edificio emblemático de la costa montevideana. 
Fue residencia del arquitecto Humberto Pittamiglio desde 1910 hasta 1966, quien lo mantuvo en permanente construcción desde que compró los terrenos en 1910 hasta el día de su muerte, con la premisa de que su construcción no acabara nunca, como metáfora de que la vida es un viaje en barco, así como también una representación de la vía húmeda de la alquimia. En el castillo se encuentran simbolismos alquímicos, cristianos, templarios, rosacruces y masónicos, entre otros. Dentro del edificio hay numerosos pasillos estrechos, puertas que no conducen a nada, ventanas ciegas y habitaciones con formas extrañas.
La historia del castillo está rodeada de mitos y leyendas, incluyendo las que afirman que albergó el Santo Grial entre 1944 y 1956, que allí se realizaban orgías y rituales satánicos o que su dueño salía de noche a caminar por la rambla envuelto en una capa roja.
En el lugar funciona un restaurante, un museo y un espacio cultural, y se realizan visitas guiadas.

## Historia
Pittamiglio adquirió el terreno en 1910 y poco después comenzó la construcción. El predio estaba ubicado en una zona conocida como La Estacada, y era propiedad de Francisco Piria, quien fuera mentor de Pittamiglio no solo como arquitecto, sino también como alquimista. Inicialmente era una zona de ranchos, pero con los años se fue poblando de edificios que crecieron en torno al Castillo.
En su testamento legó el castillo a Willie Baker, esposo de Joséphine Baker quien no lo aceptó, pasando a la Intendencia Municipal de Montevideo (IMM). En el testamento Pittamiglio puso dos condiciones: que se realizaran actividades para promover la cultura, y que le fuera devuelto a su regreso.
Inicialmente fue utilizado como oficina central de la brigada de salvavidas comunales, pero luego fue abandonado y destruido por los años, los intrusos e incluso los animales.
En 1996 fue cedido en comodato a la Asociación de Promotores Privados de la Construcción del Uruguay por quince años con opción a cinco más, debiendo encargarse de restaurarlo y mantenerlo, además de crear un área destinada a museo y permitir las visitas del público en general. También se autorizó que APPCU lo utilizara como sede social.
En 2010, la APPCU extendió el acuerdo por diez años más, pero luego la intendencia lo rescindió. En 2015, se concedió el predio a la Gran Logia Femenina del Uruguay por 20 años.

## Estructura

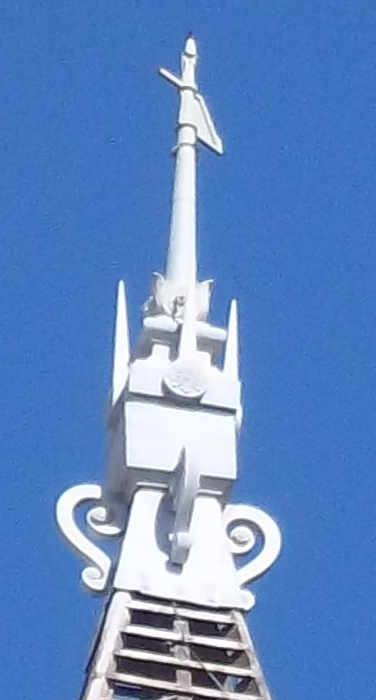
Detalle del torréon principal del Castillo Pittamiglio; vista desde la rambla.

La parte más conocida del edificio es la cara que da a la rambla, cuya entrada está ubicada en Rambla Mahatma Gandhi 633, desde la que asoma la figura de la Victoria de Samotracia coronada por un escudo de armas dominando una torre redonda de ladrillo a la vista similar a la de un castillo feudal, culminada por un mirador. La estatua representa «la victoria de la vida», mientras que el castillo entero es una metáfora de que la vida es un viaje en barco. La entrada de la rambla no existía en el momento que se construyó el castillo. La entrada principal se encuentra por la calle Francisco Vidal al 638, constituida por un gran pórtico enmarcado por un muro ciego, y ha sido reconvertida para albergar el Montecristo Restaurante-Museo.

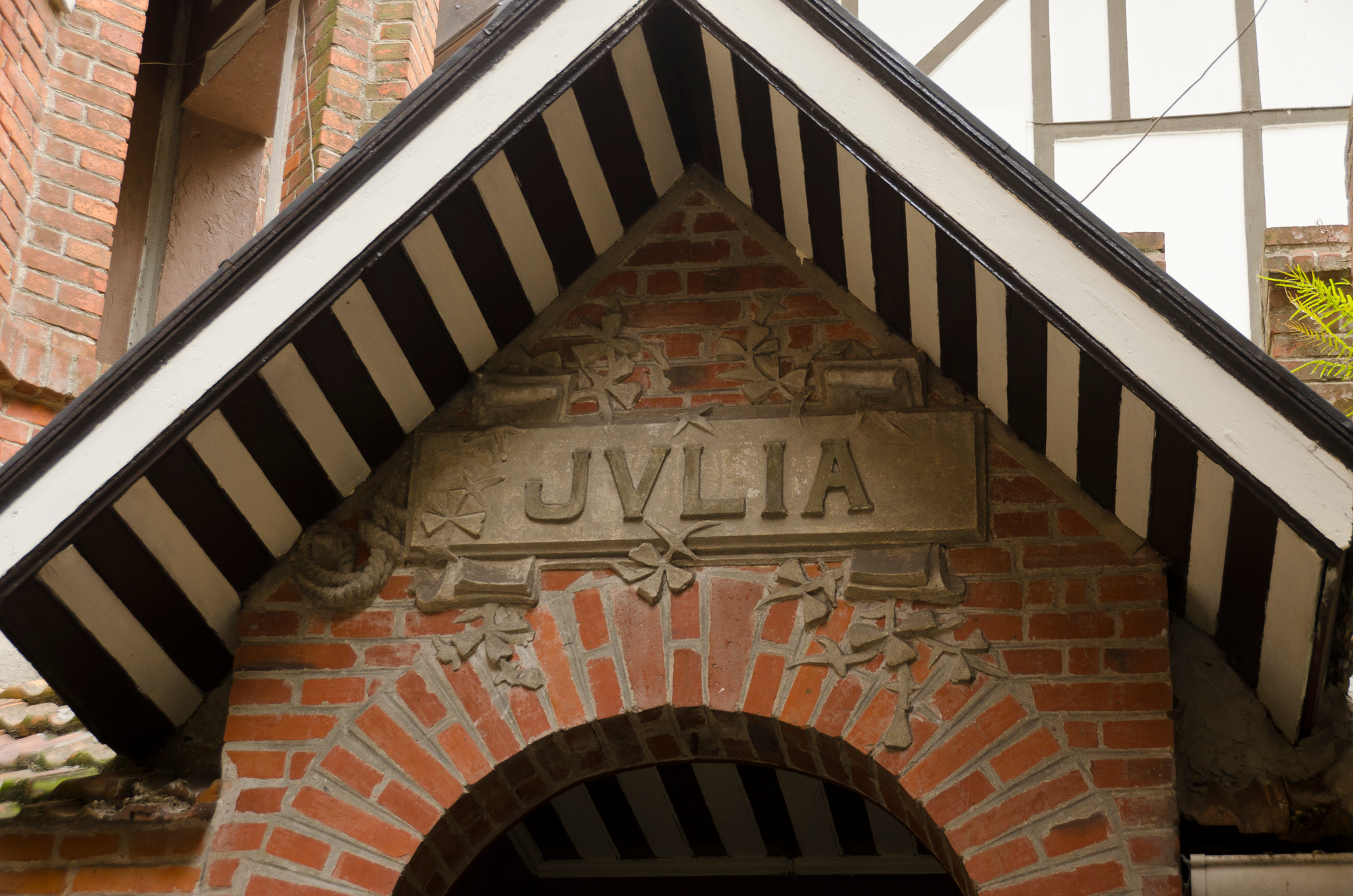
Detalle del interior del Castillo Pittamiglio con nombre de su madre

Es imposible clasificarlo en un estilo arquitectónico particular, aunque presenta algunas características medievales y renacentistas. Tiene 1300 m² de superficie, repartidos en veintitrés torreones de distintas alturas y cincuenta y cuatro habitaciones. El torreón mayor tiene una altura de 45m, presenta una rosa de los vientos y está culminado por una espada templaria cuyo mango apunta hacia el Castillo Pittamiglio de Las Flores. La torre que se encuentra junto a la chimenea está culminada en una gárgola de oro macizo y azulejos dispuestos a modo de rombo que tienen diamantes incrustados.

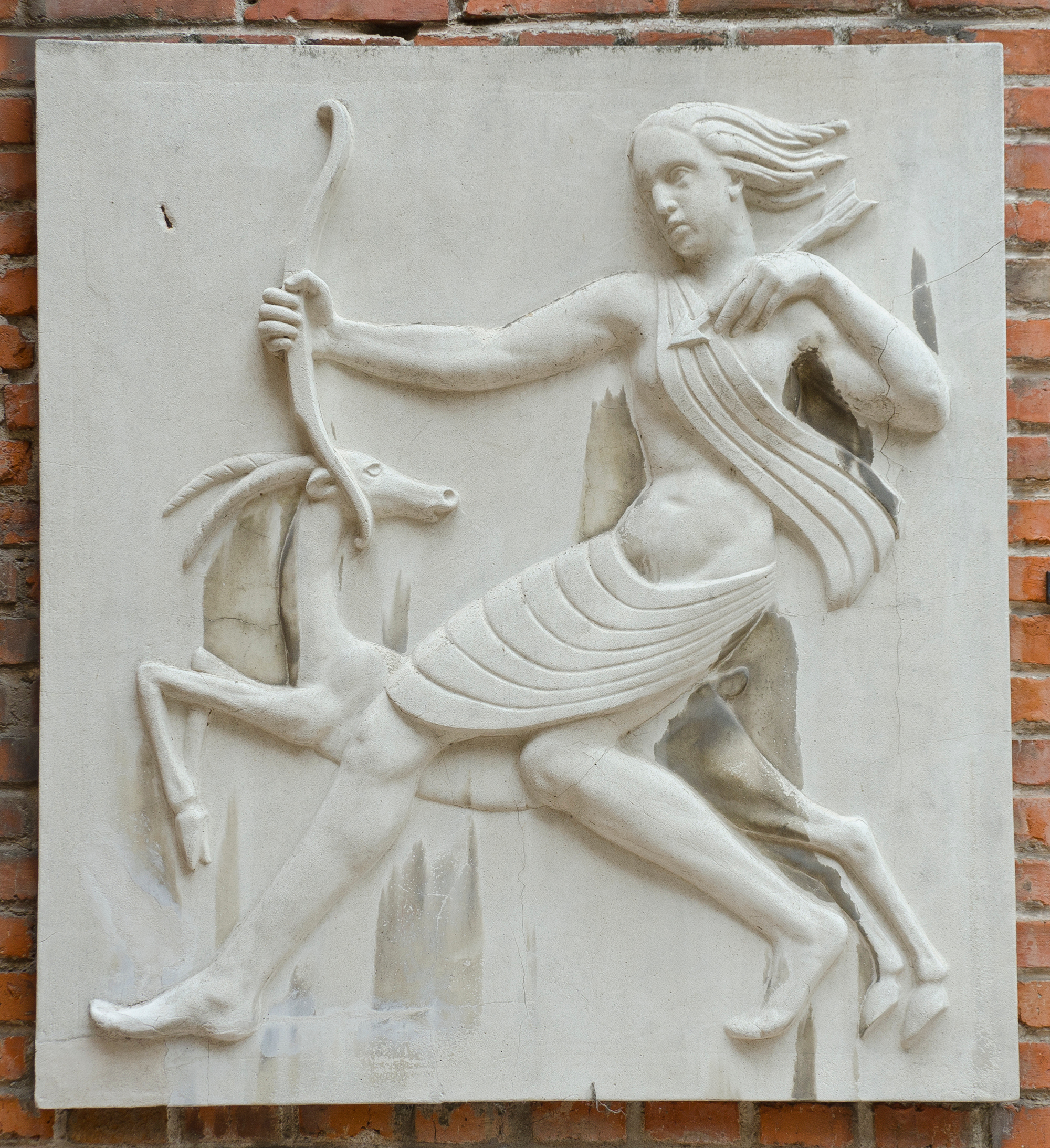
Relieve de Diana la Cazadora.

A pesar de sus grandes dimensiones, carece de amplios espacios como salón central o de baile. No hay superficies planas, e incluso los recubrimientos de madera varían en color, forma, disposición, alturas, etc. Dentro del castillo hay treinta y tres puertas, muchas de las cuales no conducen a nada, escaleras truncas y habitaciones con formas extrañas, como por ejemplo las tres salas que se encuentran antes del recibidor. La primera sala es cuadrada, la segunda octogonal y la última se encuentra en el torreón donde está la Victoria de Samotracia. Debajo se ubica una sala circular, con vista a la playa. El cielorraso de la habitación tiene un cuadrado y un círculo y hay una cruz templaria oculta debajo la mesa. El salón octogonal es el que puede recibir la mayor cantidad de personas.

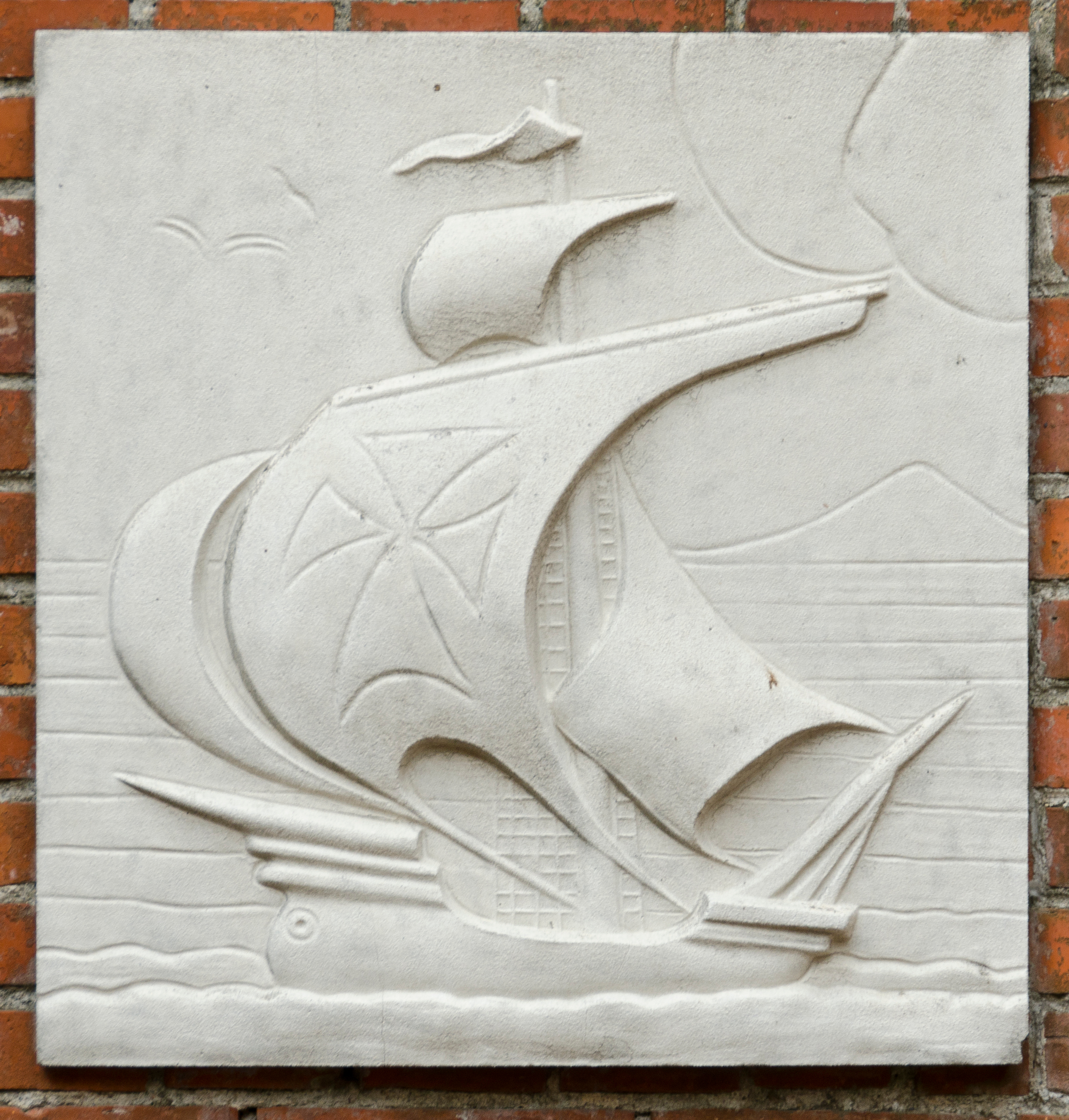
Detalle del interior del Castillo Pittamiglio nave

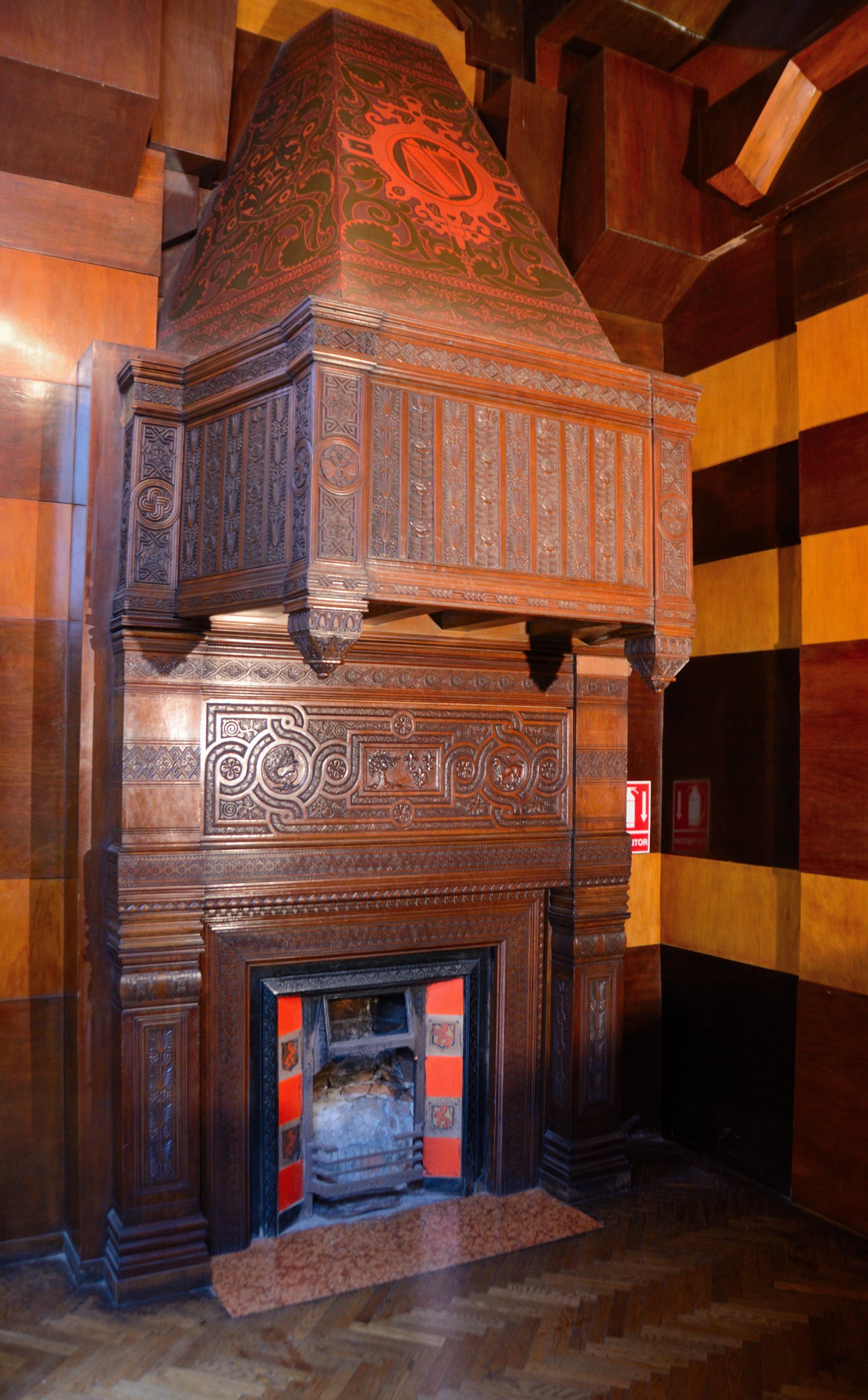
Hogar de nogal con el mandala. Se puede apreciar el trabajo en madera de las paredes y el techo.

Los visitantes ingresan con el guía por la entrada de la rambla. El recorrido comienza subiendo por una escalera a la recepción. Una escalera más estrecha conduce a la habitación de lectura que tiene un hogar de nogal y un mandala. La misma se encuentra rodeada de pasillos que permiten recorrer la casa a través de distintos caminos. El revestimiento es mayoritariamente madera, con elementos de estilo art nouveau y Arts and Crafts, con simbolismos que representan el viaje del hombre al entendimiento y la transformación de los metales y la sociedad. Se puede ver el baño original sin restaurar. En la terraza interna, detrás de la torre estilo toscano, hay un relieve de la diosa Diana. El antiguo laboratorio de Pittamiglio se encuentra en lo que es hoy la cava mayor del restaurante.
Sobre una puerta aparece en letras romanas el nombre «Julia», en homenaje a la madre de Pittamiglio, Julia Bonifacino.
Existen numerosas referencias a símbolos marítimos que representan la vía húmeda de la alquimia, que era la que estudiaba Pittamiglio. También se encuentran cruces templarias, mayólicas e incrustaciones en cerámicas por todo el castillo, así como vitrales italianos. Antaño existían espejos en los techos para que los visitantes se vieran desde distintos puntos de vista. Sin embargo, antes de que la IMM tomara posesión del edificio ya habían sido donados a las Hermanas de Caridad Hijas de María del Huerto junto con otras piezas de valor como candelabros de cristal de Murano, los muebles, 150 000 libros y todas sus pertenencias.
Durante su vida Pittamiglio nunca cesó de construir el castillo, inspirado en sus frecuentes viajes a Inglaterra y Francia, de donde adoptó como símbolo la flor de lis y como lema «Dieu et mon droit» —Dios y mi derecho—. A partir de 1996 se encuentra en restauración permanente. Fue abierto al público en el año 2000. En 2009 fue restaurada la fachada que da a la rambla, y desde 2010 se está restaurando el dormitorio de Pittamiglio, que se encuentra cerrado al público.

## Restaurante y espacio cultural

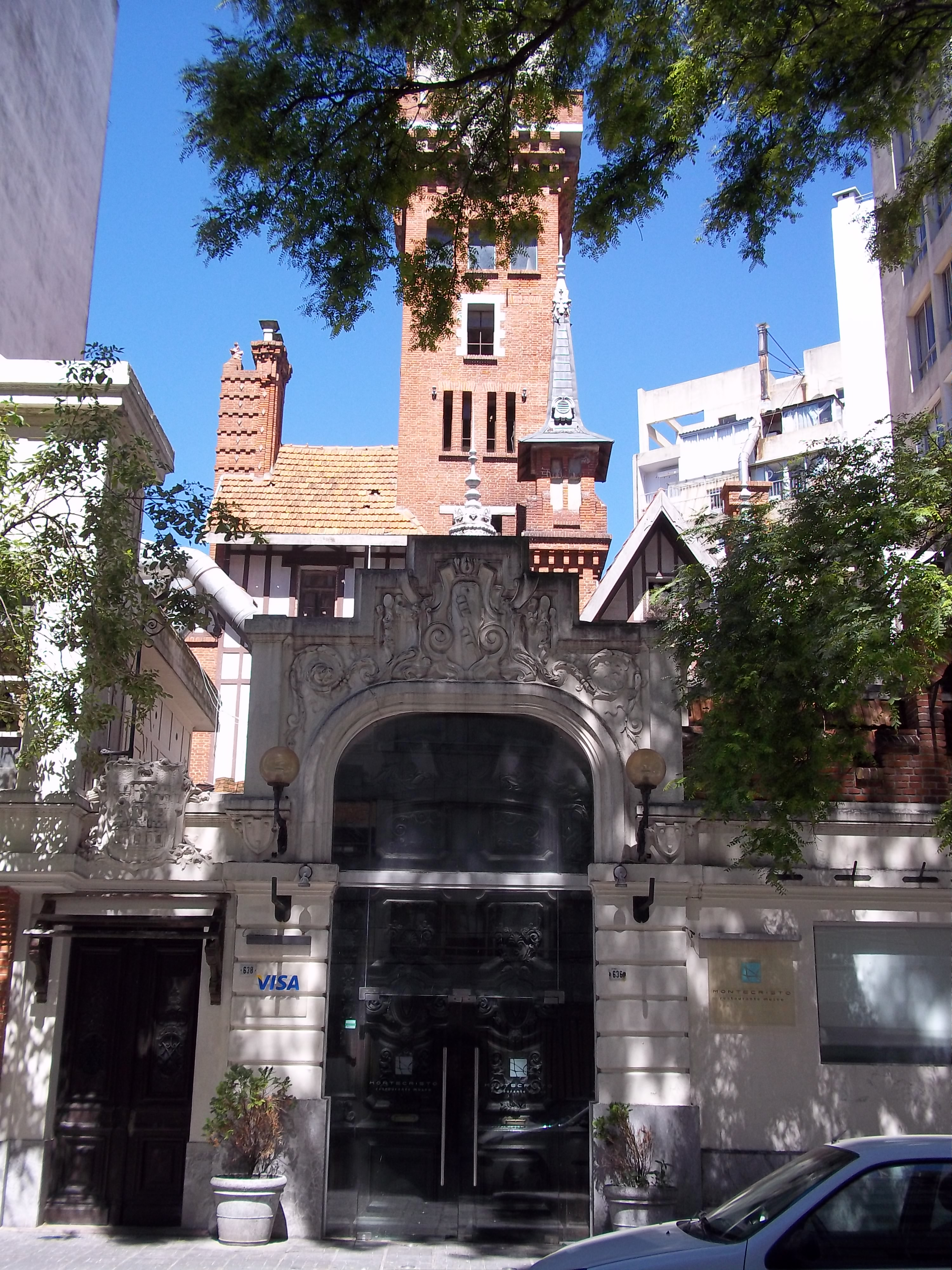
Antigua entrada principal, ahora acceso al restaurante.

El Montecristo Restaurante - Museo tiene su entrada por la antigua puerta principal del castillo, en Francisco Vidal 636 esquina 21 de Setiembre. Fue inaugurado el 7 de julio de 2005, con una inversión de 200 000 dólares. Su nombre proviene de una leyenda según la cual el papa le envió a Pittamiglio habanos Montecristo por haberle ofrecido vivir en el castillo para resguardarse de la Segunda Guerra Mundial.
El restaurante tiene dos cavas; la más pequeña es para clientes VIP y la mayor, que era el laboratorio alquímico de Pittamiglio, se puede visitar. La carta está compuesta por platos nacionales e internacionales. Hay espectáculos culturales, una sala dedicada al museo y otra en la que se presentan diversos espectáculos musicales.
Para cumplir con los objetivos fijados por la IMM en el contrato de comodato, APPCU inauguró el Espacio Cultural Castillo Pittamiglio en 1999, que cuenta con un salón para 120 personas. Se accede a él por una galería y está rodeado por dos patios interiores que dan al castillo. En el espacio cultural se realizan distintas actividades como obras de teatro y magia. A partir de junio de 2000 se realizan visitas con un guía que da charlas sobre la arquitectura, los significados de la simbología y la vida de Pittamiglio. Las visitas pueden ser diurnas o nocturnas, terminando estas con un espectáculo. Desde 2004 la compañía teatral Grupo Aventura es la encargada de realizar la mayoría de los espectáculos teatrales del castillo, entre los que se cuentan representaciones de El fantasma de Canterville, Jack el Destripador o La ajorca de oro, e inclusive obras para los niños.
Entre otras actividades se cuentan remates, exposiciones de artistas plásticos y de otros artistas, espectáculos musicales, cursos y talleres sobre temas variados como jardinería, alquimia, restauraciones y desarrollo de creatividad.